# 김진유 (농구 선수)
김진유(1994년 7월 16일 ~ )은 대한민국의 농구선수이며 포지션은 가드이다.

## 건국대학교 시절
알려진 바가 크게 없다.

## 고양 오리온 오리온스시절

### 2016-2017시즌
신인드래프트에서 전체 10순위로 고양 오리온 오리온스의 지명을 받았다. 

## 출신학교
- 상산초등학교
- 상주중학교
- 상산전자고등학교
- 건국대학교